# Maksyma (królowa Niderlandów)
Maksyma, królowa Niderlandów z domu Zorreguieta Cerruti (Máxima Zorreguieta Cerruti, ur. 17 maja 1971 w Buenos Aires) – argentyńska ekonomistka, członkini holenderskiej rodziny królewskiej; od 30 kwietnia 2013 królowa Niderlandów jako żona króla Wilhelma-Aleksandra.
Maksyma Zorreguieta Cerruti urodziła się w 1971 roku w Buenos Aires jako pierwsza córka Jorge Zorreguiety i jego drugiej żony, Marii Cerruti.
W 1995 ukończyła Pontifical Catholic University of Argentina na kierunku ekonomia.
W 2002 poślubiła Wilhelma-Aleksandra, księcia Oranii, z którym ma troje dzieci: Katarzynę-Amalię, księżną Oranii (ur. 2003), księżniczkę Aleksję (ur. 2005) i księżniczkę Arianę (ur. 2007).
Po ślubie otrzymała tytuł Jej Królewskiej Wysokości Księżnej Oranii. W 2013 po abdykacji teściowej i wstąpieniu na tron męża, została Jej Królewską Mością Królową Niderlandów. Królowa uczestniczy w oficjalnych wizytach dyplomatycznych, wydarzeniach odbywających się w królestwie i poświęca się działalności charytatywnej.

## Powiązania rodzinne i edukacja
Maksyma Zorreguieta Cerruti urodziła się 17 maja 1971 w Buenos Aires.
Jej rodzicami są Jorge Zorreguieta Stefanini, argentyński polityk i minister rolnictwa i jego druga żona, María del Carmen Cerruti Carricart. Jej matka zaszła w ciążę, kiedy Zorreguieta pozostawał jeszcze w związku małżeńskim z Mártą López Gil. Ponieważ według prawa argentyńskiego rozwody były niemożliwe, rodzice Maksymy zawarli cywilny związek małżeński w Paragwaju 27 maja 1970.
Jej dziadkami byli ze strony ojca Juan Antonio Zorreguieta Boronino (ur. 1899, zm. 1959), argentyński bankier i jego żona, Cesina Stefanini Borella (ur. 1901, zm. 1999), natomiast ze strony matki Jorge Horacio Cerruti de Sautu (ur. 1911, zm. 1992), argentyński lekarz, chirurg i rolnik i jego żona, Maria del Carmen Carricart Cieza (ur. 1915, zm. 1999).
Ma troje młodszego rodzeństwa: Martina Zorreguieta Cerruti, Juana Zorreguieta Cerruti i Ines Zorreguieta Cerruti oraz troje przyrodniego rodzeństwa z pierwszego małżeństwa ojca: Marię Zorreguieta López, Angeles Zorreguieta López i Dolores Zorreguieta López.
Ojciec królowej Maksymy zmarł 8 sierpnia 2017 w Buenos Aires z powodu choroby nowotworowej. Informację o jego śmierci przekazała holenderska ambasada w Argentynie w komunikacie podpisanym przez króla i królową Holandii. Maksyma była obecna przy ojcu w ostatnich dniach jego życia. 11 sierpnia razem z mężem i córkami wzięła udział w prywatnej uroczystości pogrzebowej w Buenos Aires.
6 czerwca 2018 podano informację o samobójczej śmierci młodszej siostry królowej, Ines Zorreguiety Cerruti. Kobieta, która cierpiała z powodu depresji, została znaleziona martwa w swoim mieszkaniu w Buenos Aires. Maksyma, która przyjęła tę wiadomość z szokiem, odwołała wszystkie swoje oficjalne wystąpienia i planowane podróże zagraniczne, a w dniu 9 czerwca razem z mężem i dziećmi uczestniczyła w ceremonii pogrzebowej w Buenos Aires.

### Edukacja
W 1988 została absolwentką Northlands School w Nordelta w Argentynie.
W 1995 ukończyła studia na kierunku ekonomia na Universidad Católica Argentina.
W latach 1989–1990 pracowała w Mercado Abierto SA, następnie od 1992 do 1995 była pracownikiem działu sprzedaży w Boston Securities SA. Jej kolejne miejsca pracy to HSBC James Capel Inc w Nowym Jorku oraz Dresdner Kleinwort Benson do lipca 1999. Następnie zatrudniona była w nowojorskim Deutsche Banku, a do 2001 pracowała w brukselskiej filii banku.

### Religia
Królowa Maksyma jest wyznania rzymskokatolickiego. Została ochrzczona w 1978 roku w la Basilica Nuestra Señora del Socorro w Buenos Aires.

## Życie prywatne
Maksyma poznała księcia Wilhelma-Aleksandra w Sewilli w kwietniu 1999. Nie była wówczas świadoma, że Aleksander, jak się przedstawił, jest nie tylko niderlandzkim księciem, ale też następcą tronu. Para spotkała się ponownie po kilku tygodniach w Nowym Jorku, gdzie pracowała Maksyma. Relacja spowodowała kontrowersje w holenderskich mediach, które spowodowane były tym, że ojciec Maksymy, Jorge Zorreguietta, w latach 1979–1981 był ministrem rolnictwa w rządzie dyktatora Jorge Videla, odpowiedzialnego za masowe morderstwa obywateli Argentyny.
Para zaręczyła się 19 stycznia 2001 na lodowisku Pałacu Huis ten Bosch, a zaręczyny oficjalnie ogłoszono 31 marca 2001 za pośrednictwem przekazu telewizyjnego. Książę przyznał potem, że oświadczył się swojej wybrance w języku angielskim, aby mieć pewność, że zostanie zrozumiany. Para planowała przesunąć ogłoszenie swoich zaręczyn, aby nie przyćmić zbliżającego się ślubu księcia Konstantyna, ale zainteresowanie mediów nie pozwoliło na utrzymanie tajemnicy.
17 maja 2001 Maksyma otrzymała obywatelstwo holenderskie; utrzymała również obywatelstwo argentyńskie. 4 lipca 2001 rządy wszystkich państw wchodzących w skład Królestwa Niderlandów wydały zgodę na ślub następcy tronu, która była niezbędna, by Wilhelm-Aleksander mógł pozostać w linii sukcesji.
25 stycznia 2002 królowa Beatrycze wydała dekret, w którym ustanowiono, że Maksyma otrzyma po ślubie tytuły Jej Królewskiej Wysokości Księżnej Niderlandów i Księżnej Oranii-Nassau, a ewentualne dzieci pochodzące z tego małżeństwa otrzymają tytuły Ich Królewskich Wysokości Książąt Niderlandów i Książąt Oranii-Nassau. Ojciec przyszłej księżnej nie otrzymał zgody na udział w jej ślubie, natomiast matka zdecydowała nie uczestniczyć w wydarzeniu bez swojego męża.
31 stycznia 2002 w Pałacu Królewskim w Amsterdamie miał miejsce obiad dla ponad 500 gości, przybyłych na ślub oraz z okazji 64. urodzin królowej.
2 lutego 2002 para zawarła cywilny związek małżeński w Beurs van Berlage w Amsterdamie. Ceremonii przewodniczył Job Cohen, burmistrz Amsterdamu. Tego samego dnia o godzinie 11:30 miał miejsce ślub w wierze protestanckiej w Nieuwe Kerk w Amsterdamie. Księżna Maksyma pozostała po ślubie wyznania rzymskokatolickiego. Po uroczystości para książęca przejechała karetą ulicami miasta, a następnie wystąpiła na balkonie Pałacu Królewskiego, gdzie zaprezentowała zgromadzonym pierwszy pocałunek. Przyjęcie weselne odbyło się w pałacu. W ostatniej chwili z udziału w nim zrezygnował ojciec pana młodego, książę Klaus, który zmagał się z problemami zdrowotnymi i zmarł kilka miesięcy później. Wśród zaproszonych gości byli przedstawiciele wielu panujących rodzin królewskich i książęcych.
Przez godziną 18:00 małżonkowie opuścili przyjęcie weselne i udali się w podróż poślubną do Szwajcarii, Argentyny i Nowej Zelandii.
18 czerwca 2003 rodzina królewska ogłosiła pierwszą ciążę księżnej Maksymy z porodem przyszłego następcy tronu oczekiwanym w styczniu 2004. We wrześniu poinformowano, że księżna zaprzestaje wykonywania oficjalnych obowiązków z powodu swojego stanu zdrowia, natomiast w październiku oświadczono, że dziecko urodzi się o miesiąc wcześniej z powodu stanu przedrzucawkowego. Córka pary królewskiej przyszła na świat 7 grudnia 2003 o godzinie 17:01 w szpitalu Bronovo w Hadze. Dziewczynka otrzymała imiona Katarzyna-Amalia Beatrycze Carmen Wiktoria i zajęła drugie miejsce w sukcesji niderlandzkiego tronu. W 2013, po abdykacji swojej babki, otrzymała tytuł księżnej Oranii i została następczynią swojego ojca.
28 grudnia 2004 ogłoszono, że w lipcu 2005 księżniczka Katarzyna-Amalia będzie miała brata albo siostrę. Druga córka księżnej i księcia Oranii urodziła się 26 czerwca 2005 o godzinie 14:40 w szpitalu Bronovo w Hadze. Dziewczynka otrzymała imiona Aleksja Juliana Marcela Laurentien i zajęła trzecie miejsce w linii sukcesji holenderskiego tronu.
25 września 2006 poinformowano o trzeciej ciąży księżnej Maksymy. Trzecia córka pary królewskiej, księżniczka Ariana Wilhelmina Maksyma Ines, przyszła na świat 11 kwietnia 2007 w szpitalu Bronovo w Hadze i zajęła czwarte miejsce w linii sukcesji holenderskiego tronu.

## Księżna Oranii
W październiku 2006 uczestniczyła w dyplomatycznej wizycie do Australii i Nowej Zelandii.
W 2007, będąc w zaawansowanej ciąży, księżna odwiedziła Kanadę, Turcję i Norwegię.
W październiku 2011 książę i księżna byli gośćmi króla i królowej Bhutanu.
Reprezentowała dwór niderlandzki w: 70. urodzinach króla Norwegii Haralda V (Oslo, 2007).

## Królowa Niderlandów
28 stycznia 2013 królowa Beatrycze ogłosiła za pośrednictwem telewizji swoją abdykację na rzecz syna, księcia Wilhelma-Aleksandra. Dwa dni później Maksyma, która wskutek tej decyzji miała zostać królową, skomentowała, że jest to dla niej ogromny zaszczyt odziedziczyć tron po teściowej. Rodzice księżnej nie otrzymali zgody na udział w ceremonii koronacji ze względu na polityczną przeszłość jej ojca.
18 kwietnia książę i księżna Oranii udzielili specjalnego wywiadu telewizyjnego w związku z objęciem przez nich tronu, a przyszły król ujawnił, że zamierza panować pod imieniem Wilhelm-Aleksander, a nie – jak oczekiwano – Wilhelm IV.
30 kwietnia królowa Beatrycze podpisała akt abdykacji w Pałacu Królewskim w Amsterdamie, a Wilhelm-Aleksander został królem Niderlandów. Maksyma otrzymała tytuł Jej Królewskiej Mości Królowej Niderlandów, a następczynią tronu została jej najstarsza córka, księżniczka Katarzyna-Amalia. Następnie miała miejsce ceremonia koronacji pary królewskiej, która odbyła się w Nieuwe Kerk w Amsterdamie. W uroczystości brali udział przedstawiciele wielu zagranicznych rodzin królewskich i książęcych.
6 maja 2013, w swoim pierwszym oficjalnym wystąpieniu od czasu objęcia tronu, królowa Maksyma i król Wilhelm-Aleksander uczestniczyli w nabożeństwie upamiętniającym żołnierzy poległych w czasie II wojny światowej.
We wrześniu para królewska spotkała się w Madrycie z hiszpańskim księciem Filipem i księżną Letycją, a w lipcu gościli w Holandii króla Filipa i królową Matyldę z Belgii, których koronacja miała miejsce w lipcu 2013.
Jesienią para królewska przebywała z oficjalną wizytą na Karaibach.
4 grudnia 2013 niderladzki senat i Izba Reprezentantów ogłosił Maksymę regentką w przypadku śmierci króla Wilhelma-Aleksandra przed ukończeniem przez jego następczynię, księżniczką Katarzynę-Amalię, osiemnastu lat.
W styczniu 2014 brała udziału w wizycie prezydenta Francji.
W lipcu 2014 razem z mężem obecni byli w czasie ceremonii powitania trumien z ciałami Holendrów, którzy zginęli wskutek zestrzelenia przez siły zbrojne Federacji Rosyjskiej na terytorium obwodu donieckiego w Ukrainie lotu 17 linii Malaysia Airlines.
W październiku 2014 udali się z wizytą do Japonii, gdzie zostali powitani przez cesarzową Michiką, cesarza Akihito, a także następców tronu, następnie polecieli do Korei Południowej na zaproszenie prezydent kraju.
W styczniu 2015 para królewska przebywała w Polsce, aby wziąć udział w obchodach 70. rocznicy wyzwolenia obozu Auschwitz-Birkenau. W marcu 2015 pojechali z oficjalną wizytą do Danii, a w maju do Kanady. W październiku zostali przyjęci przez przewodniczącego ChRL i jego żonę w Pekinie, ale królowa musiała wrócić wcześniej do Holandii z powodu nagłego zachorowania na zapalenie nerek i trafiła do szpitala Bronovo. W listopadzie Maksyma odwiedziła Bangladesz i uczestniczyła w dorocznym Remembrance Day w Londynie wraz z członkami brytyjskiej rodziny królewskiej.
W lutym 2016 przebywała z trzydniową wizytą w Pakistanie, natomiast w listopadzie razem z mężem odbyła dyplomatyczną podróż do Australii i Nowej Zelandii. Latem rodzina królewska przebywała w Rio de Janeiro, gdzie kibicowała holenderskim sportowcom w rywalizacji w letnich igrzyskach olimpijskich.
W kwietniu 2017 brała udział w szczycie Kobiet W 20 w Berlinie, gdzie spotkała się między innymi z Ivanką Trump. W tym samym roku razem z mężem brała udział w oficjalnych wizytach do Portugalii i Włoch. W 2018 para królewska podróżowała do Luksemburga i Wielkiej Brytanii, a także gościła w Holandii parę królewską Jordanii króla Abdullaha II i królową Ranię.
W czerwcu 2019 królowa Maksyma była gościem Royal Ascot i wystąpiła w powozie razem z królową brytyjską Elżbietą II. W październiku para królewska udała się na dyplomatyczną wizytę do Indii, a król Wilhelm-Aleksander sam pilotował samolot, którym przylecieli.
21 października 2020 król i królowa w opublikowanym nagraniu przeprosili za rodzinny wakacyjny wyjazd do Grecji. Rodzina królewska nie złamała obowiązujących w czasie pandemii COVID-19 zasad podróżowania, ale spotkała się z krytyką wobec zalecenia niderlandzkiego rządu, by unikać niekoniecznych wyjazdów. W grudniu 2021 para królewska przeprosiła oficjalnie za złamanie rządowych zaleceń w okresie pandemii z powodu zorganizowania imprezy urodzinowej dla ich najstarszej córki, na której liczba gości przekraczała ilość rekomendowaną przez rządowe zasady bezpieczeństwa.
W lipcu 2021 Maksyma i Wilhelm-Aleksander udali się z trzydniową oficjalną wizytą do Niemiec, a w listopadzie do Norwegii.
Reprezentowała dwór niderlandzki w: nabożeństwie dziękczynnym za księcia Kardama z Bułgarii (Madryt, 2015), ślubie księcia Varmlandu Karola Filipa z Zofią Hellqvist (Sztokholm, 2015), 80. urodzinach króla Norwegii Haralda V (Oslo, 2017), 50. urodzinach księcia koronnego Danii Fryderyka (Kopenhaga, 2018) i nabożeństwie dziękczynnym za Filipa, księcia Edynburga (Londyn, 2022).

### Potomkowie
- księżniczka Katarzyna Amalia (Catharina-Amalia Beatrix Carmen Victoria) (ur. 7 grudnia 2003)
- księżniczka Aleksja (Alexia Juliana Marcela Laurentien) (ur. 26 czerwca 2005)
- księżniczka Ariadna (Ariane Wilhelmina Máxima Ines) (ur. 10 kwietnia 2007)

## Odznaczenia

### Niderlandzkie
- Krzyż Wielki Orderu Lwa Niderlandzkiego (2002)[77][78]
- Kawaler Orderu Domowy Nassauski Lwa Złotego[77]
- Krzyż Wielki Orderu Domowego Orańskiego (2021)[77][79]
- Medal pamiątkowy: Huwelijksmedaille 2002 (2002)[77]
- Medal pamiątkowy: Inhuldigingsmedaille 2013 (2013)[77]
- Medal pamiątkowy: Herinneringsmedaille bezoek in 2013 aan het Caribisch deel van het Koninkrijk (2013)[77]

### Zagraniczne
- Krzyż Wielki Orderu Izabeli Katolickiej (Hiszpania, 2001)[77][80]
- Krzyż Wielki Orderu Krzyża Południa (Brazylia, 2003)[77][81]
- Krzyż Wielki Orderu Zasługi (Chile, 2003)[77][82]
- Krzyż Wielki Orderu Gwiazdy Polarnej (Szwecja, 2009)[77][83]
- Wstęga Orderu Orła Azteckiego (Meksyk, 2009)[77][84]
- Order Wisam al-Sultan Qaboos I klasy (Oman, 2012)[77][85][86]
- Order Unii (Zjednoczone Emiraty Arabskie, 2012)[77][87]
- Order Darjah Kerabat Laila Utama Yang Amat Dihormati (Brunei, 2013)[77]
- Krzyż Wielki Orderu Świętego Olafa (Norwegia, 2013)[77][88]
- Krzyż Wielki Orderu Narodowego Zasługi (Francja, 2014)[77]
- Order Orła Białego (Polska, 2014)[77][89]
- Order Słonia (Dania, 2015)[77][90]
- Wielka Wstęga Orderu Leopolda (Belgia, 2016)[77]
- Krzyż Wielki Orderu Zasługi Republiki Włoskiej (Włochy, 2017)[77][91]
- Wielki Łańcuch Orderu Infanta Henryka (Portugalia, 2017)[77][92]
- Order Krzyża Ziemi Maryjnej I klasy (Estonia, 2018)[77][93]
- Order Trzech Gwiazd I klasy (Łotwa, 2018)[77][94]
- Order Królewski Serafinów (Szwecja, 2022)[77][83]
- Order Podwójnego Białego Krzyża I klasy (Słowacja, 2023)[77][95]
- Krzyż Wielki Legii Honorowej (Francja, 2023)[77]
- Krzyż Wielki Orderu Karola III (Hiszpania, 2024)[77][96]
- Wielki Łańcuch Orderu Chrystusa (Portugalia, 2024)[77][92]
- Order Omanu I klasy (Oman, 2025)[77][97]
- Krzyż Wielki I klasy Odznaki Honorowej za Zasługi dla Republiki Austrii (Austria)[77]
- Krzyż Wielki Orderu Korony (Belgia)[77]
- Krzyż Wielki Orderu Zbawiciela (Grecja)[77]
- Wielka Wstęga Orderu Drogocennej Korony (Japonia)[77]
- Wielki Łańcuch z Diamentami Orderu Al-Nadah (Jordania)[77]
- Wielki Łańcuch Orderu Zasługi (Katar)[77]
- Wielki Medal Gwanghwa (Korea Południowa)[77]
- Krzyż Wielki Orderu Witolda Wielkiego (Litwa)[77]
- Krzyż Wielki Orderu Zasługi Adolfa Nassauskiego (Luksemburg)[77]
- Krzyż Wielki Klasy Specjalnej Orderu Zasługi Republiki Federalnej Niemiec (Niemcy)[77]
- Krzyż Wielki Orderu Zasługi Republiki Federalnej Niemiec (Niemcy)[77]
- Medal Zasługi I klasy (Republika Zielonego Przylądka)[77]
- Złoty Łańcuch Orderu Piusa IX (Watykan)[77]

## Eponimia
Na cześć Królowej nazwano gatunek pędzlaka (grzyba z gromady workowców) Penicillium maximae Visagie, Houbraken et Samson.